# Castelnuovo Bormida
Castelnuovo Bormida és un municipi situat al territori de la província d'Alessandria, a la regió del Piemont, (Itàlia).
Limita amb els municipis de Cassine, Rivalta Bormida i Sezzadio.

## Galeria fotogràfica

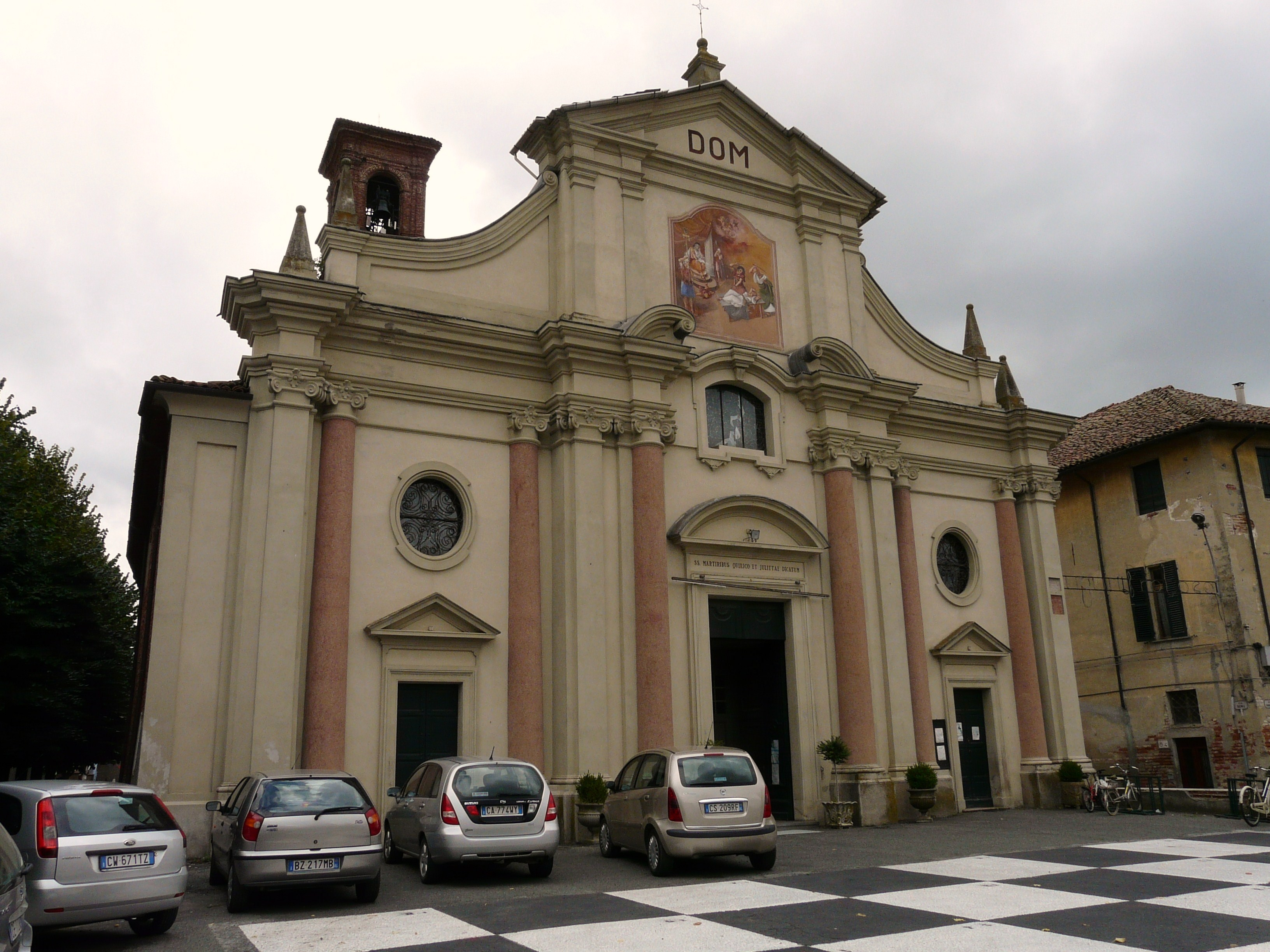
Església de S. Quirze
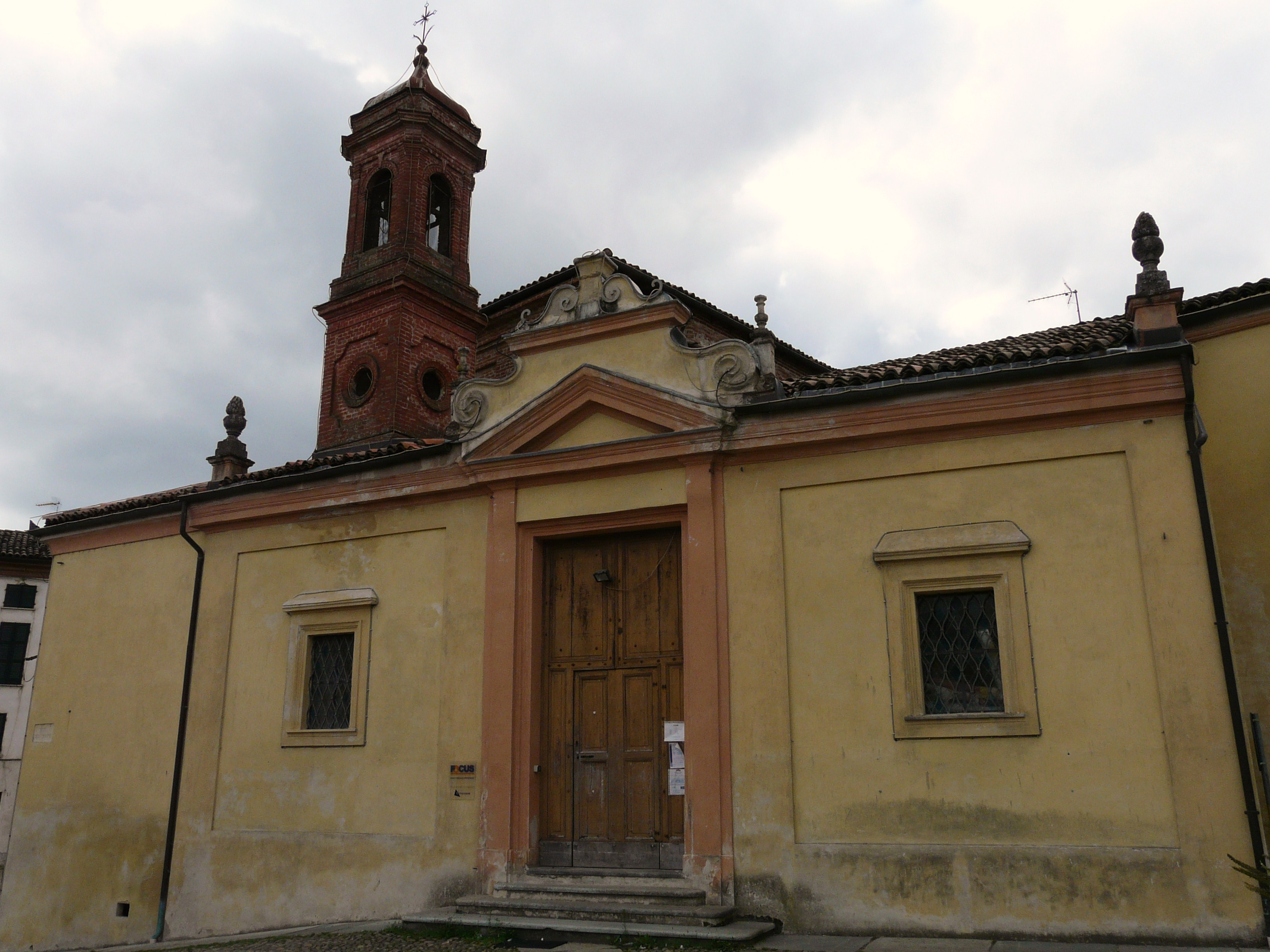
Oratori